# Lacipa gracilis
Lacipa gracilis är en fjärilsart som beskrevs av Carl Heinrich Hopffer 1862. Lacipa gracilis ingår i släktet Lacipa och familjen tofsspinnare. Inga underarter finns listade i Catalogue of Life.